# Chattusok
A chattusok ókori germán nép, amely a mai Hessen középső és északi, és Alsó-Szászország déli területein telepedett le, az agri decumates területétől északra, székhelyük Mattium volt. Szomszédaik a hermudurusok és a heruszkok. Sokat harcoltak a rómaiakkal, csatlakozva Arminiushoz a heruszk háborúban, amelyben korábban megsemmisítette Publius Quinctilius Varus légióit időszámításunk szerinti 9 őszén a teutoburgi csatában. Leginkább azonban Germanicus ellen 15-ben, illetve az azt követő években, később Ifjabb Agrippina idejében 50 körül. A szomszédos germán törzsekkel is állandó harcban álltak. 69-ben és 70-ben részt vettek Moguntiacum ostromában, nevük utoljára a 4. század végén tűnik fel, történetükhöz a legjobb forrás Tacitus. Nevük azonban nem azonosítható egyértelműen a mai Hessen névvel (Chatti a német nyelv szerint „Hatzen” lenne, míg Hessen a rómaiaknál „Chassii” lett volna), noha a két név töve kétségtelenül ugyanaz. A Hessen név egy továbbképzett alak, valószínűleg egy, a chattusok nagy törzséhez kapcsolódó kisebb népcsoport neve volt.